# Eric Allman
Eric Paul Allman (El Cerrito, California, 2 de septiembre de 1955) es un programador informático estadounidense. Es conocido por desarrollar sendmail a finales de la década de 1970 y principios de la de 1980 en la Universidad de California en Berkeley . En 1998, Allman y Greg Olson cofundaron la empresa Sendmail, Inc. 

## Educación y formación
Allman supo desde temprana edad que quería trabajar en informática. Solía entrar en el mainframe de su escuela secundaria y más tarde utilizó el centro de computación de UC Berkeley para sus necesidades informáticas. En 1973, ingresó en la Universidad de California en Berkeley, justo cuando el sistema operativo Unix comenzaba a popularizarse en los círculos académicos.  Obtuvo sus títulos de licenciatura y maestría en la UC Berkeley en 1977 y 1980 respectivamente.

## Sendmail y Syslog
Como el código fuente de Unix estaba disponible en Berkeley, los hackers locales rápidamente realizaron muchas extensiones al código de AT&T . Una de estas extensiones fue delivermail, que en 1981 se convirtió en sendmail . Como MTA, fue diseñado para entregar correo electrónico a través de la ARPANET, todavía relativamente pequeña (en comparación con Internet hoy), que consistía en muchas redes más pequeñas con formatos muy diferentes para los encabezados de correo electrónico.
Sendmail se convirtió en una parte importante de Berkeley Software Distribution (BSD) y solía ser el MTA más utilizado en sistemas basados en Unix, a pesar de su sintaxis de configuración compleja y el frecuente abuso por parte de empresas de telemarketing por Internet. En 1998, Allman y Greg Olson fundaron Sendmail, Inc., con sede en Emeryville, California, para realizar un trabajo propio para mejorar sendmail .
El formato de registro utilizado por MTA, conocido como syslog, fue utilizado inicialmente únicamente por sendmail, pero con el tiempo se convirtió en un formato estándar no oficial utilizado por otros programas no relacionados para el registro. Posteriormente, este formato se hizo oficial mediante RFC 3164 en 2001; sin embargo, el formato original ha quedado obsoleto con la revisión más reciente, RFC 5424..

## Otras contribuciones
A Allman se le atribuye la popularización del estilo de sangría Allman, también conocido como estilo de sangría BSD.  Portó una versión Fortran de Super Star Trek al lenguaje de programación C, que más tarde se convirtió en BSD Trek, y todavía está incluido en varias distribuciones de Linux como parte del clásico paquete bsdgames. 
Fue galardonado con el Premio de Tecnología del Telluride Tech Festival en agosto de 2006 en Telluride, Colorado . En 2009 fue reconocido como Ingeniero Distinguido por la Asociación de Maquinaria Computacional .  En abril de 2014 fue incluido en el Salón de la Fama de Internet.

## Vida personal
Allman, que es gay, vive en Berkeley, California, con Marshall Kirk McKusick, quien había sido su pareja durante más de 30 años antes de casarse en octubre de 2013.  Los dos se conocieron en la escuela de posgrado. McKusick es un desarrollador líder de BSD. 

Hay una especie de placer perverso en saber que es básicamente imposible enviar un correo de odio a través de Internet sin que lo toque un programa gay. Es bastante divertido
Eric Allman